# Sam Kulik
Sam Kulik (* um 1983) ist ein US-amerikanischer Jazz- und Improvisationsmusiker (Posaune, Komposition, Elektronik, auch Tuba, Gitarre, Bass)

## Leben und Wirken
Kulik stammt aus dem westlichen Massachusetts, wo er in Worthington aufwuchs. Ab 2000 studierte er am Oberlin College, um 2004 nach New York City zu ziehen. In der dortigen Improvisationsszene spielte er im New York Soundpainting Orchestra und war als ehrenamtliche Kraft im Veranstaltungsort The Stone tätig. Daneben arbeitete er mit Rockmusikern und für Theater- und Tanzensembles. 2006 war er bei Anthony Braxtons Bläserprojekt Composition No. 19 (For 100 Tubas) beteiligt, 2010 schließlich bei Braxtons Orchesterprojekt Trillium E. In den folgenden Jahren arbeitete er u. a. mit Joachim Badenhorst,  Peter Evans, Maria Faust, Eric John Eigner, Charlie Keil & the New York Path to Peace, Jon Lundbom and Big Five Chord, bei	Frantz Loriot Systematic Distortion Orchestra und im Kevin Shea Quintet. 
Um 2012 spielte Kulik sein Debütalbum Escape from Society (Hot Cup) ein, an dem Jeremiah Cymerman, Tom Blancarte und Moppa Elliott beteiligt waren. Dies ist ein Album mit Song-Gedichten, die auf Texten basieren, die ihm von Fremden auf Craigslist zugeschickt worden waren. Gemeinsam mit Matt Mottel und Kevin Shea war er außerdem Co-Autor und Interpret der psychedelischen Oper „Talibam! and Sam Kulik Discover AtlantASS“, die im Ontological-Hysteric Theater in New York aufgeführt wurde und 2012 auf CD mit einem 30-seitigen Comic erschien. Mit Mottel/Shea und Yasunao Tone erschien 2015 das Album Double Automatism. Er spielte außerdem Bass in der Prog-Rock-Band Starring und der Funkband Mitra Sumara, als Posaunist bei David Firsts The Western Enisphere, in der Skeletons Big Band, Johnny Society und in Theaterstücken von Cynthia Hopkins und The Talking Band. Im Bereich des Jazz war er laut Tom Lord zwischen 2006 und 2023 an acht Aufnahmesessions beteiligt. 2025 legte er bei Relative Pitch Records das Soloalbum Putting a Hand on the World vor.

## Diskographische Hinweise
- Talibam! and Sam Kulik: Discover AtlantASS (Belly Kids, 2011), mit Kevin Shea, Matt Mottel
- Yasunao Tone, Talibam!, Sam Kulik: Double Automatism (2015)
- Once in Royal David's City (2020)
- Advancing on a Wild Pitch: Disasters Vol. 2(2023), mit Charles Evans, Danny Fox, Moppa Elliott, Christian Coleman
- Shared UU Values (2024)